# 沃洛斯卡-巴拉克利亞
49°37′0″N 37°19′35″E / 49.61667°N 37.32639°E
沃洛斯卡-巴拉克利亞（烏克蘭語：Волоська Балаклія）是位於烏克蘭東部的村莊，由哈爾科夫州庫皮揚斯克區的舍夫琴科韦市镇負責管轄。該村始建於1711年，面積8.09平方公里，海拔高度141米，2001年人口896，人口密度每平方公里110.8人。